# 球形屋根
球形屋根（きゅうけいやね、Sphenocorona）は、86番目のジョンソンの立体で、2枚の正方形の屋根の下に正三角形を歪んだ球のように組み立てたものであり、双五角錐（デルタ十面体）の一辺を切り広げ2枚の正方形の両端の辺にそれぞれ正三角形を合わせたものを入れた立体である。

## 関連図形
| 側錐球形屋根 （正四角錐を追加する） | 長球形屋根 （正方形付近の4か所に正三角形を1枚ずつ追加する） | 五角錐球形屋根 （正三角形を2枚外して開いたものを2つ組み合わせる） |